# Actif-trafiC
« actif-trafiC » (allemand : umverkehR, italien : Straffico) est une organisation de protection de l'environnement centrée sur la politique des transports. Fondée en 1992 sous le nom « rétro-trafic », elle est représentée dans les diverses parties de la Suisse. L'objectif est la mise en place d'un concept de transports durable, répondant aux besoins des piétons, cyclistes et automobilistes aussi bien qu'aux usagers des transports publics.
Le choix typographique avec l'initiale en minuscule et le « C » final en majuscule (le « R » en allemand) exprime le concept de transformation radicale de la société défendu par « actif-trafiC ».

## Vision
« actif-trafiC » s'inscrit dans la défense de valeurs universelles en affirmant que « tout être humain a le droit de jouir de conditions de vie décentes ». Le concept de « durabilité » est central, l'association se voit contribuer à une « démocratie vivante » et promeut la non-violence.
L'association affirme la nécessité pour les pays industrialisés de réduire leur consommation d’énergie et de ressources « d’un facteur trois à dix ».
La priorité de l'association concerne la gestion durable de la mobilité et le respect des espaces vitaux. Elle s'oppose en particulier à la prédominance accordée, selon elle, au trafic motorisé individuel.

## Moyens
Pour atteindre une reconversion de la politique des transports, « actif-trafiC » agit aux niveaux national et local, elle tente d'influencer les processus de décision politiques. La priorité est mise sur la présentation d'alternatives. Les moyens vont de l'initiative populaire fédérale aux actions de rue, en passant par les pétitions, débats, fêtes, ou études spécifiques.
Le magazine « actif-trafiC » paraît quatre à cinq fois par an (en allemand UmverkehRen).

## Historique
Le mouvement trouve son origine à Winterthour en 1990, puis une association en faveur de la réduction de moitié du trafic routier motorisé est fondée en 1992 sous le nom « rétro-trafic ».
L'initiative populaire « visant à réduire de moitié le trafic routier motorisé afin de maintenir et d'améliorer des espaces vitaux » est lancée en 1994. Cette initiative populaire est déposée en 1996 avec 108 857 signatures, puis refusée en votation populaire le 12 mars 2000 avec 21,5 % de oui. Une seconde initiative populaire est projetée sous le nom « Bella Svizzera, pour une mobilité porteuse d'avenir », mais l'association y renonce finalement en 2004.
Sur le plan réactif, « actif-trafiC » participe en 2003 à l'opposition à l'initiative « Avanti » du Touring Club Suisse.
L'association innove en organisant des manifestations culturelles adressées au public jeune (« Air Vision », festival de Techno-danse pour l'environnement en 1997 ; « Swiss Sound Mobility » festival à Zurich en 1999). D'autre part elle affectionne l'humour (Action « Espresso » pour un doublement du trafic routier en 2002).
En 2005, fusion avec le comité de l'initiative populaire « pour un dimanche sans voitures par saison - un essai limité à quatre ans », car les deux organisations ont des objectifs similaires.
En 2007 a été lancée la campagne « Initiative des villes » : des initiatives populaires demandant une augmentation de la part des déplacements en transports publics en ville sont lancées en 2008 à Bâle, Lucerne, Saint-Gall et Winterthur et Zurich. Une initiative analogue est lancée en 2009 à Genève. L'initiative de Saint-Gall a été acceptée en mars 2010, où la croissance des transports doit à l’avenir se limiter à la mobilité piétonne et cycliste et aux transports publics. Des contre-projets ont été acceptés en automne 2010 à Lucerne, qui demande un règlement municipal « pour le développement durable des transports », et à Bâle, où le canton doit réduire de 10 % la circulation automobile à l’intérieur de la ville dans un délai de 10 ans. L’ « initiative pour la mobilité douce » de Genève a été acceptée de justesse avec 50,3 % des voix en mai 2011,.

## Études
« actif-trafiC » publie diverses études : en 2002 elle affirme que la réalisation des projets du « lobby routier » dans les 20 ans à venir coûterait 100 milliards de francs ; en 2004 elle évalue le coût des projets d'infrastructure des transports publics à 25 milliards de francs sur 20 ans.

### Transports publics
Plusieurs études se sont concentrées sur les transports publics en Suisse. En 2003, les offres de 44 agglomérations suisses sont comparées. En 2006 l'étude s'intitule « Les transports publics génèrent des emplois ». En 2012 une troisième « analyse de l'offre en transports publics » compare 53 agglomérations et villes suisses, ses conclusions montrent qu'en Suisse romande, l'offre en transports publics est moins bonne qu'en Suisse alémanique (en particulier à cause de l'absence de priorité aux feux et des augmentations de prix). Ces études sont réalisées partiellement par des bénévoles.